# Fitzgerald Stadium
Le Fitzgerald Stadium (Staidiam Mhic Gearailt en irlandais) est le principal stade de sports gaéliques de Killarney (Irlande), et l'enceinte des équipes de football gaélique et de hurling du comté de Kerry. 
Ainsi nommé en l'honneur de l'un des plus grands joueurs de la Gaelic Athletic Association, Dick Fitzgerald, le Fitzgerald Stadium fut officiellement inauguré le 31 mai 1936 par le docteur O'Brien, futur évêque du Kerry, ainsi que J. M. Harty, archevêque de Cashel.
Ce stade accueille chaque année les finales des championnats de hurling et de football gaélique du comté de Kerry.

## Histoire
Le premier match disputé au Fitzgerald stadium attira au moins 20 000 personnes, certains évoquant même le chiffre de 28 000. 
Le 5 septembre 1937, le stade accueille la finale du All-Ireland de hurling (remportée par    Tipperary contre Kilkenny 3-11/0-3), et ce en raison de l'indisponibilité de Croke Park, alors en travaux pour la construction de la première tribune Cusack.     
Cette rencontre attirera 67 629 spectateurs. 
En 1950, le Fitzgerald stadium accueille une nouvelle fois la finale du All-Ireland de hurling. 
Les années 70 voient la construction de la tribune "Dr O'Sullivan", portant sa capacité à 39, 120.
Ce stade, situé aux pieds des montagnes du Kerry,  est considéré comme l'un des meilleurs après Croke park pour la pratique des sports gaéliques.
Au début du XXIe siècle, le comité des stades du Kerry entreprend un vaste projet  de rénovation portant notamment sur les deux tribunes situées derrière les buts, autrement appelées terrace. 
La première phase de cette mise aux normes s'achève au cours de l'hiver 2008/2009
La Michael O’Connor Terrace comporte désormais de nouveaux vestiaires ainsi qu'une zone couverte.
La capacité du stade est alors portée à 43 000.
La seconde tranche des travaux de rénovation devrait offrir à l'enceinte du Kerry GAA une capacité de près de 50 000 places.

## Concerts
- Westlife - 28 juin 2002
- Elton John - 7 juillet 2002
- Counting Crows - 27 juin 2003
- The Corrs - 26 juin 2004
- P!nk - 15 juillet 2007
- Westlife - 22 juin 2008
- Pussycat Dolls - 18 juillet, 2009